# Michael Mind Project
Michael Mind Project — немецкий хаус-дуэт, состоящий из Йенса Киндерфатера и Франка Бюллеса. Основанный в 2007 году под названием Michael Mind, дуэт сменил название в 2009 году, чтобы избежать путаницы и подчеркнуть вымышленный характер названия.

## История
В 2008 году Michael Mind Project выпустили трек под названием «Show Me Love» — новую версию хита Робина С. Этот трек имел большой успех в клубах, на концертах и на YouTube.

## Дискография

### Альбомы
| 2008                                     | My Mind       | —  | —  | — | — | — |
| 2012                                     | State of Mind | 53 | 43 | — | — | — |
| «—» означает, что релиз не попал в чарт. |               |    |    |   |   |   |

### Синглы
Как Michael Mind
| 2007                                       | «Blinded by the Light» (featuring Manfred Mann’s Earth Band) | 12 | 51 | —  | —  | 6 | My Mind       |
| 2007                                       | «Ride Like the Wind»                                         | 65 | —  | —  | —  | — | My Mind       |
| 2008                                       | «Show Me Love»                                               | 38 | 53 | 58 | 17 | — | My Mind       |
| 2009                                       | «Baker Street»                                               | 76 | 69 | —  | —  | — | My Mind       |
| 2009                                       | «Love’s Gonna Get You»                                       | 65 | 59 | —  | —  | — | Только синглы |
| 2009                                       | «Gotta Let You Go»                                           | 58 | —  | —  | —  | — | Только синглы |
| «—» означает, что запись не попала в чарт. |                                                              |    |    |    |    |   |               |

Как Michael Mind Project
| 2009                                     | «How Does It Feel»                                   | 67 | 71 | —  | —   | — | Только синглы |
| 2010                                     | «Feel Your Body»                                     | 67 | —  | —  | —   | — | Только синглы |
| 2010                                     | «Delirious» (featuring Mandy Ventrice & Carlprit)    | —  | —  | —  | —   | — | State of Mind |
| 2011                                     | «Hook Her Up»                                        | —  | —  | —  | —   | — | State of Mind |
| 2011                                     | «Ready or Not» (featuring Sean Kingston)             | 55 | —  | —  | —   | — | State of Mind |
| 2011                                     | «Rio De Janeiro» (featuring Bobby Anthony & Rosette) | 56 | —  | —  | 98  | — | State of Mind |
| 2012                                     | «Feeling So Blue» (featuring Dante Thomas)           | 38 | 20 | 40 | 128 | — | State of Mind |
| 2012                                     | «Nothing Lasts Forever» (featuring Dante Thomas)     | 40 | 34 | 26 | —   | — | State of Mind |
| 2012                                     | «Antiheroes»                                         | 78 | 64 | —  | —   | — | State of Mind |
| 2013                                     | «Unbreakable»                                        | —  | —  | —  | —   | — | State of Mind |
| 2013                                     | «Razorblade» (featuring Lisa Aberer)                 | —  | —  | —  | —   | — | State of Mind |
| 2013                                     | «One More Round» (featuring TomE & Raghav)           | 80 | 53 | 40 | —   | — | Только синглы |
| 2014                                     | «Ignite»                                             | —  | —  | —  | —   | — | Только синглы |
| «—» означает, что релиз не попал в чарт. |                                                      |    |    |    |     |   |               |